# Xudoybergan Devonov
Xudoybergan Devonov (usbekisch Худойберган Девонов, russisch Худайберген Деванов Chudaibergen Dewanow; geb. 1879, Xiva; gest. 1940, Taschkent) war ein bahnbrechender usbekischer Fotograf und Kameramann. Er wird als bedeutende Persönlichkeit der Kultur in seiner Heimat Xiva angesehen und hat Fotos seiner Stadt und ihrer Persönlichkeiten geschaffen.

## Leben
Xudoybergan Devonov wurde im Jahr 1879 in der Familie von Nurmuhammad Devonov aus Xoʻjayli geboren. Er wurde in Xiva ausgebildet und lernte Arabisch. Er war von Poesie begeistert und versuchte selbst, Gedichte zu schreiben. Devanov spielte nahezu alle usbekischen Musikinstrumente. Er hatte eine Leidenschaft für Gartenbau – im familiären Garten wurden etwa 40 verschiedene Rosenarten gezüchtet.

## Wirken

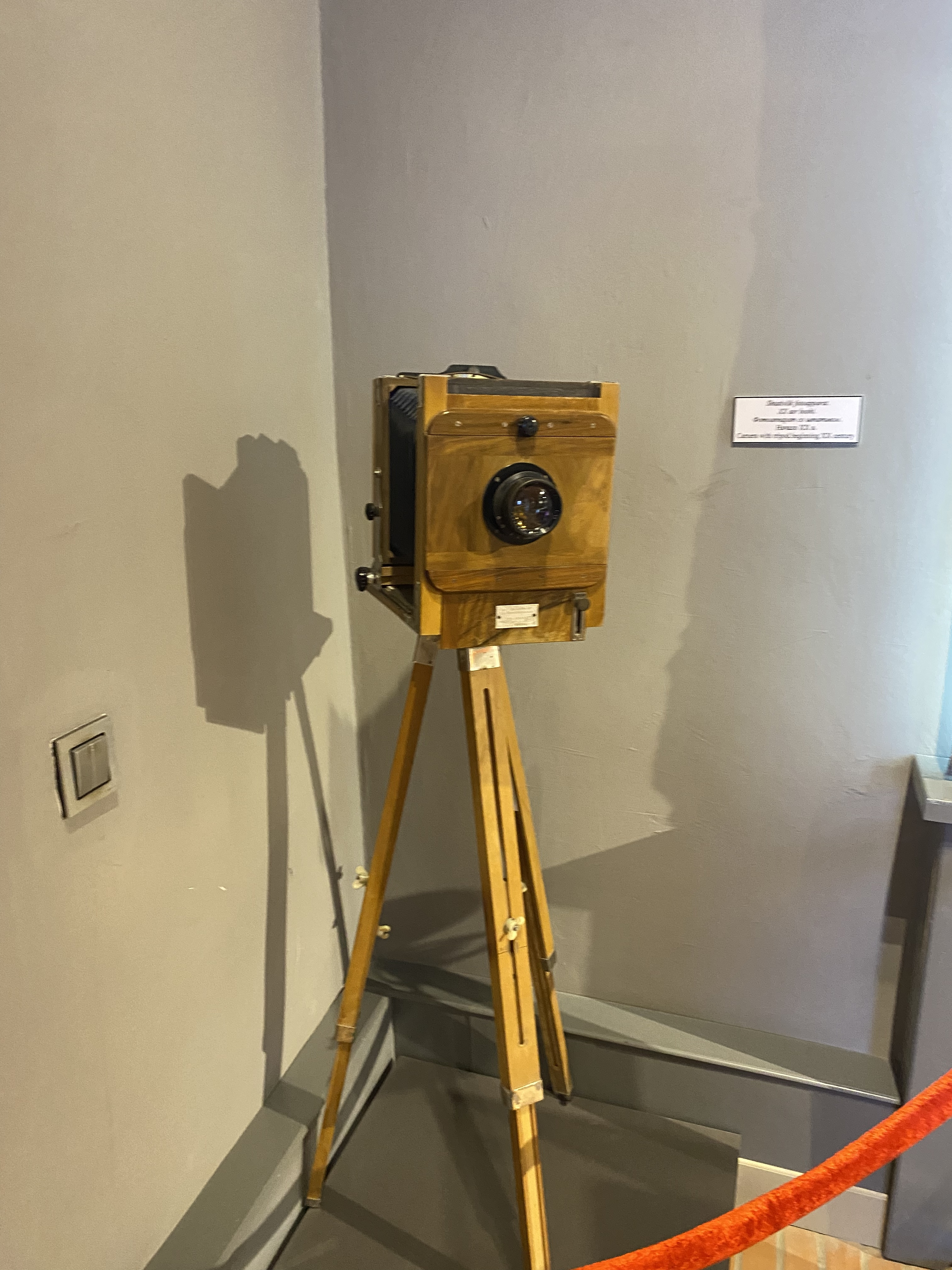
Devanovs Kamera in Xiva-Museen

Devonovs erster Lehrer war Wilhelm Penner, ein deutscher Kinoliebhaber, der ihn mit der Fotografie und dem Filmen vertraut machte. In der Atmosphäre einer orthodoxen islamischen Gesellschaft, in der seit Jahrhunderten ein religiöses Verbot der Darstellung jeglicher belebter Wesen bestand, gelang es X. Devonov durch die Protektion des choresmischen Wesirs, der erste Fotograf und später der Kameraoperateur des Khanats Chiwa zu werden.
Im Jahr 1908 reiste Xudoybergan Devonov als Teil einer choresmischen Delegation nach Sankt Petersburg. In der Hauptstadt des Russischen Kaiserreichs studierte X.Devonov die Feinheiten der Fotografie bei anerkannten Fachleuten. Nach dem Abschluss der diplomatischen Mission des Khanats Chiva blieb er weitere zwei Monate zur Ausbildung in der Stadt. Er brachte verschiedene Foto- und Filmutensilien nach Hause, darunter eine Filmkamera der Marke „PATHE“ Nr. 593.
Das Jahr 1908 markierte die Geburtsstunde des usbekischen Films. Xudoybergan Devonov filmte historische Sehenswürdigkeiten, Minarette, Moscheen und vieles mehr. Dank seiner Arbeit konnten die Bewohner anderer Länder erstmals die alte, eigenständige Kultur Choresmiens kennenlernen.
Devonov schuf im Jahr 1910 den ersten usbekischen Dokumentarfilm über die Ausfahrt des Khans Asfandiyar auf einer Phaetonkutsche. Seine Filmrollen „Architekturdenkmäler unserer Region“ (114 Meter, 1913) und „Ansichten von Turkestan“ (100 Meter, 1916) sind mit anderen zusammen erhalten.
1920 nahm er die Position des Finanzministers in der Regierung der Volksrepublik Choresmien ein. Er war auch Leiter eines Foto- und Filmclubs an der Pädagogischen Hochschule.
Xudoybergan Devonov wurde 1937 als politischer Gefangener verhaftet und 1940 in Taschkent als „Feind des Volkes“ exekutiert, jedoch 1958 rehabilitiert.